# Brunswick (Ohio)
Brunswick város az USA Ohio államában. Lakosainak száma 35 426 fő (2020. április 1.).

## Népesség
A település népességének változása:

| 2010 | 34 255 |
| 2020 | 35 426 |